# Dynamine caeades
Dynamine caeades är en fjärilsart som beskrevs av Hermann Burmeister 1878. Dynamine caeades ingår i släktet Dynamine och familjen praktfjärilar. Inga underarter finns listade i Catalogue of Life.